# Kamerun na Letnich Igrzyskach Olimpijskich 2012
Kamerun na Letnich Igrzyskach Olimpijskich 2012, które odbyły się w Londynie, reprezentowało 33 zawodników.
Był to trzynasty start reprezentacji Kamerunu na letnich igrzyskach olimpijskich.

## Zdobyte medale
| Medal | Zawodnik      | Dyscyplina sportowa  | Konkurencja  | Data       | Źródło |
| ----- | ------------- | -------------------- | ------------ | ---------- | ------ |
| Brąz  | Madias Nzesso | Podnoszenie ciężarów | 75 kg kobiet | 3 sierpnia | [ 1 ]  |

## Reprezentanci

### Boks
Mężczyźni
| Zawodnik                    | Konkurencja                 | 1/16               | 1/8              | Ćwierćfinały     | Półfniały        | Finał            | Finał   |
| Zawodnik                    | Konkurencja                 | Przeciwnik Wynik   | Przeciwnik Wynik | Przeciwnik Wynik | Przeciwnik Wynik | Przeciwnik Wynik | Pozycja |
| --------------------------- | --------------------------- | ------------------ | ---------------- | ---------------- | ---------------- | ---------------- | ------- |
| Thomas Essomba              | Papierowa (do 49 kg)        | Daraa W 13-10      | Barnes P 10-15   | NQ               | NQ               | NQ               | NQ      |
| Yhyacinthe Mewoli Abdon     | Lekka (do 60 kg)            | Gaibnazarow P 6-11 | NQ               | NQ               | NQ               | NQ               | NQ      |
| Serge Ambomo                | Lekkopółśrednia (do 64 kg)  | Şener P 10-19      | NQ               | NQ               | NQ               | NQ               | NQ      |
| Christian Donfack Adjoufack | Półciężka (do 81 kg)        | Kölling P 6-15     | NQ               | NQ               | NQ               | NQ               | NQ      |
| Blaise Yepmou Mendouo       | Superciężka (powyżej 91 kg) | —                  | Arjaoui P 6-15   | NQ               | NQ               | NQ               | NQ      |

### Judo
Mężczyźni
| Zawodnik           | Konkurencja | 1/16                     | 1/8              | Ćwierćfinały     | Półfinały        | Repasaż 1        | Repasaż 2        | Finał            | Finał   |
| Zawodnik           | Konkurencja | Przeciwnik Wynik         | Przeciwnik Wynik | Przeciwnik Wynik | Przeciwnik Wynik | Przeciwnik Wynik | Przeciwnik Wynik | Przeciwnik Wynik | Pozycja |
| ------------------ | ----------- | ------------------------ | ---------------- | ---------------- | ---------------- | ---------------- | ---------------- | ---------------- | ------- |
| Dieudonne Dolassem | -90 kg      | Liparteliani P 0003-0101 | NQ               | NQ               | NQ               | NQ               | NQ               | NQ               | NQ      |

### Lekkoatletyka
Mężczyźni
| Konkurencja  | Zawodnik      | Runda 1  | Runda 1 | Runda 2  | Runda 2 | Półfinał | Półfinał | Finał    | Finał   |
| Konkurencja  | Zawodnik      | Rezultat | Pozycja | Rezultat | Pozycja | Rezultat | Pozycja  | Rezultat | Pozycja |
| ------------ | ------------- | -------- | ------- | -------- | ------- | -------- | -------- | -------- | ------- |
| Idrissa Adam | Bieg na 100 m | —        | —       | DNF      | DNF     | NQ       | NQ       | NQ       | NQ      |

Kobiety
| Konkurencja       | Zawodnik      | Runda 1  | Runda 1 | Runda 2  | Runda 2 | Półfinał | Półfinał | Finał    | Finał   |
| Konkurencja       | Zawodnik      | Rezultat | Pozycja | Rezultat | Pozycja | Rezultat | Pozycja  | Rezultat | Pozycja |
| ----------------- | ------------- | -------- | ------- | -------- | ------- | -------- | -------- | -------- | ------- |
| Delphine Atangana | Bieg na 100 m | 11.71    | 1.      | 11.82    | 7.      | NQ       | NQ       | NQ       | NQ      |

### Piłka nożna
Turniej kobiet
Reprezentacja Kamerunu w piłce nożnej kobiet brała udział w rozgrywkach grupy E turnieju olimpijskiego, przegrywając wszystkie mecze i nie awansując do dalszej fazy turnieju.
Grupa E
| Zespół          | M | Z | R | P | GZ | GS | GR  | Pkt |
| --------------- | - | - | - | - | -- | -- | --- | --- |
| Wielka Brytania | 3 | 3 | 0 | 0 | 5  | 0  | +5  | 9   |
| Brazylia        | 3 | 2 | 0 | 1 | 6  | 1  | +5  | 6   |
| Nowa Zelandia   | 3 | 1 | 0 | 2 | 3  | 3  | 0   | 3   |
| Kamerun         | 3 | 0 | 0 | 3 | 1  | 11 | -10 | 0   |

| 25 lipca 2012 | Kamerun | 0:5   | Brazylia                                                              |                                                                    |
| 19:45 CET     |         | (0:2) | 7' Francielle · 10' Renata Costa · 73' (k), 88' Marta · 78' Cristiane | Millennium Stadium, Cardiff Widzów: 30 847 Sędzia: Jenny Palmqvist |

| 28 lipca 2012 | Wielka Brytania                                        | 3:0   | Kamerun |                                                                |
| 18:15 CET     | Casey Stoney 18' · Jill Scott 23' · Steph Houghton 82' | (2:0) |         | Millennium Stadium, Cardiff Widzów: 31 141 Sędzia: Hong Eun-Ah |

| 31 lipca 2012 | Nowa Zelandia                                               | 3:1   | Kamerun               |                                                                              |
| 20:45 CET     | Rebecca Smith 43' · Ysis Sonkeng 49' (sam.) · Gregorius 62' | (1:0) | Gabrielle Onguene 75' | City of Coventry Stadium, Coventry Widzów: 11 425 Sędzia: Christina Pedersen |

Skład
Trener: Carl Enow
| Nr | Imię i nazwisko      | Data urodzenia (wiek) | Klub                      | Pozycja |
| -- | -------------------- | --------------------- | ------------------------- | ------- |
| 1  | Annette Ngo Ndome    | 02.06.1985 (27)       | Louves Minproff           | B       |
| 2  | Christine Manie      | 04.05.1984 (28)       | Negrea Reșița             | O       |
| 3  | Ajara Nchout         | 12.01.1993 (19)       | Energia Woroneż           | N       |
| 4  | Yvonne Leuko         | 20.11.1991 (20)       | AS Montigny-le-Bretonneux | P       |
| 5  | Augustine Ejangue    | 19.01.1989 (23)       | Energia Woroneż           | O       |
| 6  | Francine Zouga       | 09.11.1987 (24)       | FSG Äire-le-Lignon        | P       |
| 7  | Gabrielle Onguene    | 25.02.1989 (23)       | Louves Minproff           | N       |
| 8  | Raissa Feudjio       | 29.10.1995 (16)       | Lorema                    | P       |
| 9  | Madeleine Ngono Mani | 16.10.1983 (28)       | EA Guingamp               | N       |
| 10 | Bebey Beyene         | 10.05.1992 (20)       | Louves Minproff           | P       |
| 11 | Adrienne Iven        | 09.03.1983 (29)       | Louves Minproff           | N       |
| 12 | Francoise Bella (c)  | 09.03.1983 (29)       | Rivers Angels             | P       |
| 13 | Claudine Meffometou  | 01.07.1990 (22)       | Franck Rollyceck          | O       |
| 14 | Bibi Medoua          | 09.08.1993 (18)       | Locomotive de Yaoundé     | O       |
| 15 | Ysis Sonkeng         | 20.09.1989 (22)       | Louves Minproff           | O       |
| 16 | Jeanette Yango       | 12.06.1993 (19)       | 1. FC Katowice            | P       |
| 17 | Gaelle Enganamouit   | 09.06.1992 (20)       | Spartak Subotica          | N       |
| 18 | Reine Sosso          | 19.03.1993 (19)       | Franck Rollyceck          | B       |

### Pływanie
Mężczyźni
| Zawodnik           | Konkurencja       | Eliminacje | Eliminacje | Półfinał | Półfinał | Finał | Finał   |
| Zawodnik           | Konkurencja       | Czas       | Miejsce    | Czas     | Miejsce  | Czas  | Miejsce |
| ------------------ | ----------------- | ---------- | ---------- | -------- | -------- | ----- | ------- |
| Paul Edingue Ekane | 50 m st. dowolnym | 27.87      | 54.        | NQ       | NQ       | NQ    | NQ      |

Kobiety
| Zawodnik          | Konkurencja       | Eliminacje | Eliminacje | Półfinał | Półfinał | Finał | Finał   |
| Zawodnik          | Konkurencja       | Czas       | Miejsce    | Czas     | Miejsce  | Czas  | Miejsce |
| ----------------- | ----------------- | ---------- | ---------- | -------- | -------- | ----- | ------- |
| Antoinette Guedia | 50 m st. dowolnym | 29.28      | 53.        | NQ       | NQ       | NQ    | NQ      |

### Podnoszenie ciężarów
| Zawodnik               | Konkurencja | Rwanie | Rwanie  | Podrzut | Podrzut | Razem  | Pozycja |
| Zawodnik               | Konkurencja | Wynik  | Pozycja | Wynik   | Pozycja | Razem  | Pozycja |
| ---------------------- | ----------- | ------ | ------- | ------- | ------- | ------ | ------- |
| Frederic Fokejou Tefot | +105 kg (m) | 160 kg | 17.     | 202 kg  | 17.     | 362 kg | 17.     |
| Madias Nzesso          | -75 kg (k)  | 115 kg | 3.      | 131 kg  | 3.      | 246 kg | [ 1 ]   |

### Tenis stołowy
| Zawodnik      | Konkurencja        | Eliminacje         | Runda 1          | Runda 2          | Runda 3          | 1/8 finału       | Ćwierćfinały     | Półfinały        | Finał            | Finał   |
| Zawodnik      | Konkurencja        | Przeciwnik Wynik   | Przeciwnik Wynik | Przeciwnik Wynik | Przeciwnik Wynik | Przeciwnik Wynik | Przeciwnik Wynik | Przeciwnik Wynik | Przeciwnik Wynik | Pozycja |
| ------------- | ------------------ | ------------------ | ---------------- | ---------------- | ---------------- | ---------------- | ---------------- | ---------------- | ---------------- | ------- |
| Sarah Hanffou | gra pojedyncza (k) | Moumjoghlian W 4:0 | Xian P 1:4       |                  |                  |                  |                  |                  |                  |         |

### Wioślarstwo
Mężczyźni
| Zawodniczki       | Konkurencja | Eliminacje | Eliminacje | Repasaże | Repasaże  | Ćwierćfinał | Ćwierćfinał | Półfinał | Półfinał | Finał   | Finał  | Miejsce |
| Zawodniczki       | Konkurencja | Czas       | M.         | Czas     | M.        | Czas        | M.          | Czas     | M.       | Czas    | M.     | Miejsce |
| ----------------- | ----------- | ---------- | ---------- | -------- | --------- | ----------- | ----------- | -------- | -------- | ------- | ------ | ------- |
| Paul Etia Ndoumbè | jedynka     | 7:29.77    | 6. (R)     | 7:24.15  | 5. (P EF) | BYE         | BYE         | 7:58.48  | 5. (F F) | 7:46.23 | 2. (F) | 32.     |

### Zapasy
Kobiety
Styl wolny
| Zawodnik      | Konkurencja | Kwalifikacje     | 1/8               | Ćwierćfinał      | Półfinał         | Repesaż 1        | Repesaż 2        | Finał            | Finał   |
| Zawodnik      | Konkurencja | Przeciwnik Wynik | Przeciwnik Wynik  | Przeciwnik Wynik | Przeciwnik Wynik | Przeciwnik Wynik | Przeciwnik Wynik | Przeciwnik Wynik | Pozycja |
| ------------- | ----------- | ---------------- | ----------------- | ---------------- | ---------------- | ---------------- | ---------------- | ---------------- | ------- |
| Annabelle Ali | −72 kg      | BYE              | Soloniaina W 4-0T | Złatewa P 3-5    | NQ               | NQ               | Marzaliuk P 0-3  | NQ               | NQ      |